# Lophostica mauriciana
Lophostica mauriciana är en spindelart som beskrevs av Simon 1902. Lophostica mauriciana ingår i släktet Lophostica och familjen hoppspindlar. Inga underarter finns listade i Catalogue of Life.